# The Stars and Stripes Forever
Pour les articles homonymes, voir Stars and Stripes.
The Stars and Stripes Forever est une marche patriotique américaine, appelée  Marche nationale des États-Unis depuis 1987.

## Historique
John Philip Sousa écrivit la marche à Noël 1896, alors qu'il était sur l'océan Atlantique.

## Paroles
| Let martial note in triumph float And liberty extend its mighty hand A flag appears 'mid thunderous cheers, The banner of the Western land. The emblem of the brave and true Its folds protect no tyrant crew; The red and white and starry blue Is freedom's shield and hope. Other nations may deem their flags the best And cheer them with fervid elation But the flag of the North and South and West Is the flag of flags, the flag of Freedom's nation. (bis) Hurrah for the flag of the free! May it wave as our standard forever, The gem of the land and the sea, The banner of the right. Let despots remember the day When our fathers with mighty endeavor Proclaimed as they marched to the fray That by their might and by their right It waves forever. Let eagle shriek from lofty peak The never-ending watchword of our land; Let summer breeze waft through the trees The echo of the chorus grand. Sing out for liberty and light, Sing out for freedom and the right. Sing out for Union and its might, O patriotic sons. Hurrah for the flag of the free. May it wave as our standard forever The gem of the land and the sea, The banner of the right. Let despots remember the day When our fathers with mighty endeavor Proclaimed as they marched to the fray, That by their might and by their right It waves forever. | Qu'une note martiale résonne en triomphe Et que la liberté étende sa main puissante : Un drapeau apparaît avec des acclamations tonitruantes, La bannière de la terre occidentale. L'emblème des braves et des sincères, Ses plis ne protègent aucun tyran ; Le rouge et blanc et le bleu étoilé Sont le bouclier et l'espoir de la liberté. D'autres nations jugeront peut-être leur drapeau meilleur ; Encouragez-les avec une exaltation fervente, Mais le drapeau du nord et du sud et de l'ouest Est le drapeau des drapeaux, le drapeau de la nation de la liberté. (bis) Vive le drapeau de la liberté ! Qu'il soit notre étendard pour toujours, Le joyau de la terre et de la mer, La bannière du droit. Que les despotes se souviennent du jour Où nos pères avec de grands efforts Proclamèrent, comme ils allaient à la bataille, Que par leur force et par leur droit Il flotterait pour toujours. Que sur le pic l'aigle hurle Sans fin le mot d'ordre de notre pays ; Que la brise d'été transmette à travers les arbres L'écho du chœur grandiose. Chantez pour la liberté et la lumière, Chantez pour la liberté et le droit. Chantez pour l'Union et sa puissance, O fils patriotes. Vive le drapeau de la liberté ! Qu'il soit notre étendard pour toujours, Le joyau de la terre et de la mer, La bannière du droit. Que les despotes se souviennent du jour Où nos pères avec de grands efforts Proclamèrent, comme ils allaient à la bataille, Que par leur force et par leur droit Il flotterait pour toujours. |

## Apparitions

### Jeux vidéo
- Fallout 3 : la marche peut être entendue quand le joueur écoute la Radio de l'Enclave sur son ordinateur portatif Pip-Boy.
- Saint's Row the Third : le joueur peut entendre la marche s'il met la radio Klassic 102.3 en conduisant un véhicule.

### Cinéma
- Challenge of the Tiger de Bruce Le (1980)
- Hot shots! de Jim Abrahams (1991)
- Le maître de guerre de Clint Eastwood (1986)